# サーシャ・クリエスタン
サーシャ・クリエスタン（Sacha Kljestan, 1985年9月9日 - ）は、アメリカ合衆国、カリフォルニア州出身の元サッカー選手。現役時代のポジションはMF。
サッカーゲームFIFA 10北米版のカバーにフランク・ランパード、クアウテモク・ブランコと一緒に登場している。

## 家族
兄弟のゴードン・クリスタンはかつてレッドブル・ニューヨークのオープンカップに出場した経験がある元サッカー選手である。ボスニア出身のセルビア人の父SlavkoはFKジェリェズニチャル・サラエヴォでプレーしたセミプロのサッカー選手だった。

## 経歴

### ユース・学生時代
地域Ⅳのオリンピック・ディベロップメント・プログラム・チームでプレーした。彼はまたシートン・ホール大学のチームで3年間プレーした。2004年には全米大学体育協会(NCAA)のベストイレブンに選ばれ、2005年にはベストイレブンのサードチームに選ばれた。2005年にはビッグ・イースト・カンファレンスのオフェンシブ・プレーヤー・オブ・ザ・イヤーに選ばれ、2004年と2005年にはビッグ・イースト・カンファレンスのベストイレブンに選ばれた。大学時代の2005年に記録したアシスト数15は1シーズンでの過去最高記録であり、3年間の通算アシスト数28は歴代5位の記録である。キャリアを通じて20ゴールを挙げ、3度のNCAAトーナメント出場に貢献した。2006年のMLSスーパードラフトでは全体の5位でオレンジカウンティ・ブルースターに指名された。

### プロ入り後
2006年のMLS最優秀新人選手賞の最終候補にノミネートされ、2007年にはコパ・アメリカ2007に参加した。また、U-23アメリカ代表としてCONCACAFプレオリンピック大会に出場し、3-0で勝利したカナダ戦で得点した。2007年4月21日、レアル・ソルトレイク戦の後半に相手FWアンディ・ウィリアムスに対して悪質なファールをし、イエローカードを受けたが、ウィリアムズは深刻な怪我を負うこととなった。このため、MLSの裁定委員会はプレーを再検討し、目に余る反則であり、レッドカードに値するとの結論を下した。4月25日、イエローカードとの判定が覆り、前述のラフプレーのために2試合の出場停止と1000ドルの罰金処分が下された。
2008年のMLSオールスターゲームでは先発出場する11人に選出されたが、その代わりに北京オリンピックのアメリカ代表メンバーに招集されたため、オールスターには参加しなかった。クラブや代表でのプレーぶりは海外のクラブも目を引くほどで、2009年1月中旬にはアメリカ代表の冬合宿を離れ、スコティッシュ・プレミアリーグのセルティックFCのトライアルに参加した。
2010年6月、2009-10シーズンのジュピラーリーグ優勝クラブであるRSCアンデルレヒトと契約した。
2015年1月、ニューヨーク・レッドブルズ へ移籍した。2016シーズンには20アシストを記録した。MLSでシーズン20アシスト以上を記録したのはクリエスタンとカルロス・バルデラマの2人のみである。2017年2月15日にはダックス・マッカーティに代わり、キャプテンに指名された。
2018年1月3日、オーランド・シティSCへ移籍した。
2019年12月11日、ロサンゼルス・ギャラクシーへ移籍した。
2023年1月5日、現役引退を表明した。

## アメリカ代表
2004年からU-20アメリカ代表に招集されて16試合1得点の成績を残し、2005年にはFIFAワールドユース選手権に出場した。2007年はじめ、アメリカA代表チームのトレーニングキャンプに呼ばれたが、試合に出場することはなかった。6月2日にカリフォルニア州のサンノゼで行われた中国戦で初出場し、ベニー・ファイルハーバーの得点をアシストした。2008年にはピーター・ノーワックスが率いるU-23アメリカ代表の一員として北京オリンピックに出場した。出場を決定させたカナダ戦で得点したほか、本大会グループリーグの2-2で引き分けたオランダ戦、1-2で敗れた決勝トーナメントのナイジェリア戦で得点し、計2得点でチームのトップスコアラーになった。
北京オリンピック後はA代表を率いるボブ・ブラッドリー監督に常に招集され、センターハーフのポジションで出場している。2010 FIFAワールドカップ北中米カリブ海予選では2アシストを決め、2009年1月24日のスウェーデン戦ではハットトリックを達成し、3-2で勝利した。それまで無得点だった選手がハットトリックを達成したのは、1934年5月24日に4得点を決めたアルド・ドネリに次いでアメリカ代表史上2人目である。また、アメリカ代表の歴史の中で11度目のハットトリック達成であった。2010年2月24日、エルサルバドル戦の92分に決勝点となるゴールを決め、代表4ゴール目を派手なゴールセレブレーションで祝った。

## 個人成績

### クラブ
| クラブ                           | シーズン | リーグ | リーグ | カップ | カップ | リーグ カップ | リーグ カップ | その他 | その他 | 通算 | 通算 |
| クラブ                           | シーズン | 出場   | 得点   | 出場   | 得点   | 出場          | 得点          | 出場   | 得点   | 出場 | 得点 |
| -------------------------------- | -------- | ------ | ------ | ------ | ------ | ------------- | ------------- | ------ | ------ | ---- | ---- |
| オレンジカウンティ・ブルースター | 2005     | 2      | 1      |        |        |               |               |        |        |      |      |
| オレンジカウンティ・ブルースター | 通算     | 2      | 1      |        |        |               |               |        |        |      |      |
| チーヴァスUSA                    | 2006     | 32     | 0      | 1      | 0      | 2             | 0             | 0      | 0      | 35   | 0    |
| チーヴァスUSA                    | 2007     | 25     | 4      | 1      | 0      | 2             | 0             | 0      | 0      | 28   | 4    |
| チーヴァスUSA                    | 2008     | 22     | 5      | 1      | 0      | 2             | 1             | 2      | 0      | 27   | 6    |
| チーヴァスUSA                    | 2009     | 25     | 5      | 0      | 0      | 2             | 0             | 0      | 0      | 27   | 5    |
| チーヴァスUSA                    | 2010     | 10     | 1      | 0      | 0      | 0             | 0             | 0      | 0      | 10   | 1    |
| チーヴァスUSA                    | 通算     | 114    | 15     | 3      | 0      | 8             | 1             | 2      | 0      | 127  | 16   |
| RSCアンデルレヒト                | 2010-11  | 25     | 2      | 2      | 0      | 1             | 0             | 6      | 1      | 34   | 3    |
| RSCアンデルレヒト                | 2011-12  | 36     | 4      | 0      | 0      | 0             | 0             | 10     | 1      | 46   | 5    |
| RSCアンデルレヒト                | 2012-13  | 35     | 3      | 4      | 0      | 1             | 0             | 9      | 1      | 49   | 4    |
| RSCアンデルレヒト                | 2013-14  | 23     | 8      | 1      | 0      | 1             | 0             | 5      | 1      | 30   | 9    |
| RSCアンデルレヒト                | 2014-15  | 13     | 1      | 4      | 3      | 0             | 0             | 4      | 0      | 21   | 4    |
| RSCアンデルレヒト                | 通算     | 132    | 18     | 11     | 3      | 3             | 0             | 34     | 4      | 180  | 25   |
| ニューヨーク・レッドブルズ       | 2015     | 33     | 8      | 3      | 1      | 4             | 0             | 0      | 0      | 40   | 9    |
| ニューヨーク・レッドブルズ       | 2016     | 32     | 6      | 2      | 1      | 2             | 0             | 3      | 2      | 39   | 9    |
| ニューヨーク・レッドブルズ       | 2017     | 32     | 2      | 5      | 1      | 3             | 1             | 2      | 0      | 42   | 4    |
| ニューヨーク・レッドブルズ       | 通算     | 97     | 16     | 10     | 3      | 9             | 1             | 5      | 2      | 121  | 22   |
| 通算                             | 通算     | 345    | 50     | 24     | 6      | 20            | 2             | 41     | 6      | 430  | 64   |

| アメリカ代表 | 国際Aマッチ | 国際Aマッチ |
| 年           | 出場        | 得点        |
| ------------ | ----------- | ----------- |
| 2007         | 4           | 0           |
| 2008         | 8           | 0           |
| 2009         | 9           | 3           |
| 2010         | 4           | 1           |
| 2011         | 9           | 0           |
| 2012         | 4           | 0           |
| 2013         | 7           | 0           |
| 2014         | 1           | 0           |
| 2015         | 0           | 0           |
| 2016         | 5           | 2           |
| 2017         | 1           | 0           |
| 通算         | 52          | 6           |

### 代表での得点
| # | 日時          | 場所                                       | 対戦相手                         | スコア | 最終結果 | 大会                        |
| - | ------------- | ------------------------------------------ | -------------------------------- | ------ | -------- | --------------------------- |
| 1 | 2009年1月24日 | カーソン、ホーム・デポ・センター           | スウェーデン                     | 1–0    | 3–2      | 親善試合                    |
| 2 | 2009年1月24日 | カーソン、ホーム・デポ・センター           | スウェーデン                     | 2–0    | 3–2      | 親善試合                    |
| 3 | 2009年1月24日 | カーソン、ホーム・デポ・センター           | スウェーデン                     | 3–1    | 3–2      | 親善試合                    |
| 4 | 2010年2月24日 | タンパ、レイモンド・ジェームス・スタジアム | エルサルバドル                   | 2–1    | 2–1      | 親善試合                    |
| 5 | 2016年9月3日  | キングスタウン、アルノス・バレ・スタジアム | セントビンセント・グレナディーン | 0–5    | 0–6      | 2018 FIFAワールドカップ予選 |
| 6 | 2016年9月6日  | ジャクソンビル、エバーバンク・フィールド   | トリニダード・トバゴ             | 1–0    | 4–0      | 2018 FIFAワールドカップ予選 |

## タイトル
- チーヴァス・USA

MLSベストイレブン 2008, 2016
- ニューヨーク・レッドブルズ

サポーターズ・シールド 2015
MLSオールスターゲーム 2016
- RSCアンデルレヒト

ジュピラーリーグ 2011-2012, 2012-2013, 2013-2014
ベルギー・スーパーカップ 2010, 2012, 2013, 2014